# اجرای زنده رسمی: ۱۰۱ مدرک
اجرای زنده رسمی: ۱۰۱ مدرک (به انگلیسی: Official Live: 101 Proof) آلبومی از گروه موسیقی موسیقی هوی متال پنترا است که در ۲۹ ژوئیه ۱۹۹۷ منتشر شد.